# Cryptopalpus discalis
Cryptopalpus discalis är en tvåvingeart som först beskrevs av Brethes 1909.  Cryptopalpus discalis ingår i släktet Cryptopalpus och familjen parasitflugor. Inga underarter finns listade i Catalogue of Life.